# Rüti bei Lyssach
Rüti bei Lyssach is een gemeente en plaats in het Zwitserse kanton Bern, en maakt deel uit van het district Emmental.
Rüti bei Lyssach telt 172 inwoners.